# Luta (przystanek kolejowy)
Luta (biał. Люта, ros. Люта) – przystanek kolejowy w pobliżu miejscowości Sieheniowszczyzna, w rejonie brzeskim, w obwodzie brzeskim, na Białorusi. Leży na linii Brześć – Białystok.
Nazwa pochodzi od pobliskiej miejscowości Luta.